# Dia del domini públic 2019
El dia del domini públic és una celebració mundial del dia en que entren en el domini públic certes obres perquè ha expirat el termini de la seua protecció per drets d'autors. El llistat d'autors i obres que entren en domini públic pot variar segons la legislació de cada estat, ja que aquesta no és uniforme. En el cas d'Espanya, els drets d'explotació d'una obra subsisteixen 70 anys després de la mort de l'autor i es computen des de l'1 de gener de l'any següent al de la mort. No obstant això, el termini és de 80 anys per als autors morts abans del 7 de desembre de 1987.
A continuació, es presenta una llista d'autors valencians, catalans i balears les obres dels quals han passat a domini públic l'1 de gener de 2019 (autors morts en 1938).
| Nom                                           | Comunitat de naixement | Ocupació              | Dades d'interés |
| --------------------------------------------- | ---------------------- | --------------------- | --- |
| Rosselló-Porcel, Bartomeu (1913-1938)         | Balears                | Escritor              | Poeta i traductor amb obra breu però densa                                                                                      |
| Truyols i Pont, Antoni (1878-1938)            | Balears                | Historiador, sacerdot | |
| Alier, Ildefonso (1864-1938)                  | Catalunya              | Músic                 | |
| Ballester i Camps, Vicenç A. (1872-1938)      | Catalunya              | Polític               | Creador de l'estelada |
| Barjau y Pons, Francisco (1852-1938)          | Catalunya              |                       | |
| Bassegoda, Joaquín (1854-1938)                | Catalunya              | Arquitecte            | |
| Benaiges Pujol, José María (1855-1938)        | Catalunya              | Músic                 | |
| Bofarull y Sans, Francisco de (1844-1938)     | Catalunya              | Historiador           | |
| Bofill i Pichot, Josep M. (1860-1938)         | Catalunya              | Metge                 | |
| Boixadera, Josep (1878-1938)                  | Catalunya              | Fotògraf              | |
| Bonfill, Xavier (1888-1938)                   | Catalunya              | Escriptor             | Escriptor de literatura infantil i juvenil, escrivia també amb el seudònim de Jordi Català.                                     |
| Calzada, Andrés (1892-1938)                   | Catalunya              | Arquitecte            | |
| Canyellas Balagueró, Francisco (1889-1938)    | Catalunya              | Pintor                | Pintor, gravador xilògraf i dibuixant decorador.                                                                                |
| Carrasco i Formiguera, Manuel (1890-1938)     | Catalunya              | Polític i advocat     | |
| Carreras i Costajussà, Miquel (1905-1938)     | Catalunya              | Historiador           | i advocat, va publicar amb el seudònim de Miquel Costa.                                                                         |
| Comella Fàbrega, Josep Maria (1865-1938)      | Catalunya              | Músic                 | director de corals, compositor i organista.                                                                                     |
| Costa i Deu, Joan (1883-1938)                 | Catalunya              | Escriptor             | Periodista y escriptor; durant la Guerra Civil s'exilia a Gènova on va publicar dos llibres amb el seudònim de Giovanni Meliani |
| Dalmases i de Massot, Faust de (1862-1938)    | Catalunya              | advocat               | advocat i gran bibliòfil |
| Estalella Graells, Josep (1879-1938)          | Catalunya              | Físic i químic        | |
| Fabrés i Costa, Antoni (1854-1938)            | Catalunya              | Pintor i escultor     | |
| Faus Condomines, Josep (1866-1938)            | Catalunya              | Jurista               | |
| Fortunet Busquets, Rosendo (1878-1938)        | Catalunya              |                       | |
| Girona Llagostera, Daniel (1860-1938)         | Catalunya              |                       | |
| Gols, Josep (1870-1938)                       | Catalunya              |                       | |
| Gols, Xavier (1902-1938)                      | Catalunya              |                       | |
| Laporta, Jacinto (1854-1938)                  | Catalunya              |                       | |
| Llaverias, Joan (1865-1938)                   | Catalunya              |                       | |
| Llobet, Miguel (1878-1938)                    | Catalunya              |                       | |
| Martínez i Font, Francesc d'Assís (1888-1938) | Catalunya              |                       | |
| Matheu, Francesc (1853-1938)                  | Catalunya              |                       | |
| Molera, Rosendo (1876-1938)                   | Catalunya              |                       | |
| Montserrat Jorba, Cristóbal (1869-1938)       | Catalunya              |                       | |
| Navás, Longinos (1858-1938)                   | Catalunya              |                       | |
| Nonell Comas, Jaime (1876-1938)               | Catalunya              |                       | |
| Paluzíe y Lucena, José (1860-1938)            | Catalunya              |                       | |
| Puig de Asprer, José (1870-1938)              | Catalunya              |                       | |
| Puig i Ball, Joan (1879-1938)                 | Catalunya              |                       | |
| Pujol Matheu, Juan (1862-1938)                | Catalunya              |                       | |
| Roca y Ponsá, José (1852-1938)                | Catalunya              |                       | |
| Rubió y Bellvé, Mariano (1862-1938)           | Catalunya              |                       | |
| Sabater i Casañas, Josep Maria (1910-1938)    | Catalunya              |                       | |
| Salvat, Joan (1868-1938)                      | Catalunya              |                       | |
| Segalá y Estalella, Luis (1873-1938)          | Catalunya              |                       | |
| Serra i Boldú, Valeri (1875-1938)             | Catalunya              |                       | |
| Sugrañes, Domingo (1878-1938)                 | Catalunya              |                       | |
| Travé, Federico (1858-1938)                   | Catalunya              |                       | |
| Uró, Lluís (1903-1938)                        | Catalunya              |                       | |
| Viada y Lluch, Luis Carlos (1863-1938)        | Catalunya              |                       | |
| Viñals, Melchor (1878-1938)                   | Catalunya              |                       | |
| Vives y Vich, Pedro (1858-1938)               | Catalunya              |                       | |
| Blanco, Tomás (1861-1938)                     | Comunitat Valenciana   | Metge                 | |
| Garci González, Manuel (1879-1938)            | Comunitat Valenciana   | Escultor              | |
| Llopis Blasco, Alejandro (1917-1938)          | Comunitat Valenciana   |                       | |
| Samper Ibáñez, Ricardo (1881-1938)            | Comunitat Valenciana   | Polític               | formà part del govern d'Espanya com a ministre i fou breument President del govern espanyol (1934) durant la Segona República.  |
| Vela, Lluïsa (1884-1938)                      | Comunitat Valenciana   | Soprano               | |